# Daniel Uemura
Daniel Kazuo Uemura (São Paulo, 19 de agosto de 1988) é um ator brasileiro.

## Carreira
Daniel iniciou sua carreira aos treze anos, após ser convidado para fazer um comercial, nisto, despertou sua atração pelas artes cênicas. Desde então, passou a se dedicar e a estudar muito sobre, cursou artes dramáticas no SENAC, participou de vários cursos livres de teatro. Em 2006, fez participação em Pé na Jaca, e em 2007, aos dezenove anos, foi chamado para fazer Raiden em Malhação, onde ficou até 2009. Em 2008, foi convidado para integrar a equipe do Mais Você de Ana Maria Braga, como um repórter especial, realizando várias matérias. Em 2009, apresentou o programa infantil TV Globinho e no ano seguinte fechou contrato com o SBT para viver o seu primeiro personagem homossexual na televisão, Gurgel. No ano seguinte, em 2011, estreou no cinema com o longa O Homem do Futuro, de Claudio Torres. Em 2013, fechou contrato com a Rede Globo para viver o personagem sushiman, chamado Shiro, em Amor à Vida de Walcyr Carrasco. Em 2016 interpretou Tanaka em sua fase jovem na novela Sol Nascente da Rede Globo. Em novembro do mesmo ano, marca sua presença no primeiro seriado brasileiro pela Netflix com o personagem `Gustavo`.

## Vida pessoal
Em 24 de janeiro de 2011, na cidade de São Paulo, nasceu seu primeiro filho, Bernado Prestes Uemura, cuja mãe é a também artista Mariana Prestes.

## Filmografia

### Televisão
| Ano     | Título               | Personagem / Cargo   | Notas                               |
| ------- | -------------------- | -------------------- | ----------------------------------- |
| 2006    | Pé na Jaca           | Vendedor de flores   | Episódio: "12 de dezembro"          |
| 2007    | Amigas & Rivais      | Cauê                 | Episódio: "6 de agosto"             |
| 2007–09 | Malhação             | Raiden Nishimira     | Temporada 15                        |
| 2008    | Mais Você            | Repórter             |                                     |
| 2009    | TV Globinho          | Apresentador         |                                     |
| 2010    | Uma Rosa com Amor    | Gurgel               |                                     |
| 2011    | Morde & Assopra      | Escavador            | Episódios: "21–22 de março"         |
| 2011    | Amor e Revolução     | Nelson               |                                     |
| 2011    | Força Tarefa         | Takeshi              | Episódio: "1 de dezembro"           |
| 2013    | Amor à Vida          | Shiro                | Episódio: "8 de agosto"             |
| 2013    | A Mulher do Prefeito | Ativista             | Episódio: "18 de outubro"           |
| 2015    | Zé do Caixão         | Gibi                 |                                     |
| 2016    | Sol Nascente         | Kazuo Tanaka (jovem) | Episódio: "29 de agosto"            |
| 2016    | 3%                   | Gustavo              | Episódio: "Cubos" Episódio: "Botão" |
| 2020    | Hard                 | Hiroshi              | Hbo                                 |
| 2021    | Os Ausentes          | Takashi              | Episódio: "Tetsuo"                  |
| 2022    | Rota 66              | Kamikase             |                                     |
| 2024    | Os Parças - A Série  | Toshiro Mijaronomuro |                                     |
| 2024    | Família É Tudo       | Takae                | Episódios: "26–27 de agosto"        |

### Cinema
| Ano  | Título            | Personagem | Notas |
| ---- | ----------------- | ---------- | ----- |
| 2011 | O Homem do Futuro | Sushi      |       |

## Teatro
| Ano     | Título            | Personagem      |
| ------- | ----------------- | --------------- |
| 2007    | Ida ao Teatro     | Karl Valentim   |
| 2008–12 | O Rei do Lixo     | Luís de Navarro |
| 2009    | Acepipes          |                 |
| 2011    | Os Bem Dotados    |                 |
| 2012–13 | Liga do Improviso |                 |